# Mosquée Mashkur Jusup
La mosquée Mashkur Jusup (en kazakh : Мәшһүр Жүсіп мешіті) est une mosquée située au centre de Pavlodar au Kazakhstan, dans un parc de 6 ha. Elle a reçu son nom au poète Mashkur Jusup (ru). Elle peut accueillir 1500 fidèles. 

## Construction
La construction de la mosquée a été confiée à l'Institut « AlmatyGiproGor », et les travaux ont été menés par l'entreprise « IrtyshTransStroy ».

## Description
Le bâtiment est construit en forme d'étoile à huit branches de 48 mètres par 48 mètres. La hauteur de ses minarets est de 63 m, hauteur symbolique puisqu'elle correspond à l'âge du prophète. La coupole bleu-ciel principale, haute de 54 m, est en forme de shanyrak (ru). La hauteur de la salle de prière des hommes, qui comporte 1200 places, est de 33 m pour un diamètre de 30 m. La surface totale de la mosquée est de 7 240 m2. Le bâtiment a deux étages. La base est en briques, et les coupoles en métal.
Le lustre en cristal « Zumrad », qui comporte 434 lampes et orne l'intérieur de la mosquée, a été réalisé à Tachkent. L'architecture de la mosquée est semblable à un cœur ouvert, tourné vers le monde et le bien. 
Le rez-de-chaussée de la mosquée comprend les salles d'enseignement de la médersa, une salle de prière pour les femmes de 300 places, une salle de mariage, une cantine de 300 places avec les salles auxiliaires, une salle pour les ablutions et une garde-robe. La salle de mariage et la cantine peuvent être fusionnées en ôtant des parois amovibles. Le premier étage comporte la salle de prière de 1200 places pour les hommes, un musée de la culture musulmane, une bibliothèque, une salle de projection et des bureaux. L'entrée principale du bâtiment donne accès au premier étage.